# 阿尔切斯
阿尔切斯，是西班牙安达卢西亚自治区马拉加省的一个市镇。 总面积5平方公里，总人口353人（2001年），人口密度71人/平方公里。